# Polini
Polini S.p.A. — один из старейших итальянских производителей деталей для мотоциклов, мопедов и скутеров. Среди прочей продукции — цилиндры и вариаторы как для гонок, так и для повседневного использования.
Компания основана в Альцано-Ломбардо в провинции Бергамо итальянским солдатом Баттиста Полини, вернувшимся со фронта после Второй мировой войны. Первоначально он производил велосипеды, которые хорошо продавались. Первым логотипом компании стал баран, который был на гербе батальона Баттисты. Когда в 1940-х годах появились первые мотороллеры Vespa и Lambretta, было начато производство деталей для них.
Сегодня компания Polini принадлежит трем сыновьям Баттисты Полини — Карло, Франко и Пьеро. Тюнинговые детали производятся для всех основных марок скутеров и мотоциклов. Polini также выпускает линию миниатюрных складных скутеров под названием SkAtE.
Компания также производила двигатели очень малого размера — в частности, двухтактный двигатель Polini Thor 250/250-DS с водяным охлаждением — для использования в парамоторах и в сверхлегких самолетах.